# Lluís Mestres i Capdevila
Lluís Mestres i Capdevila (Tarragona, 1900 - Mèxic, 1968) va ser un químic enòleg i polític català. Va estudiar a l'Escola Industrial de Barcelona i a l'Estació Enològica de Vilafranca del Penedès i va difondre els seus coneixements en diferents viatges a l'Amèrica Llatina. Políticament va ser un dels fundadors d'Esquerra Republicana de Catalunya i va ser membre del seu primer Comitè Executiu. Va participar en el fets d'octubre del 1934 que van provocar el seu empresonament. En esclatar la Guerra civil espanyola va ser nomenat comissari delegat de la Generalitat republicana a les comarques de Tarragona. El 1937 va passar a la Conselleria de Finances, on va ocupar diferents responsabilitats fins al final del conflicte militar.